# 劉溫馨
劉溫馨（Virginia Lau Wan Hing，1990年11月26日—），香港女演員，大學畢業於中央戲劇學院2009級表演系本科，於2013年度香港小姐競選獲得第四名，曾為無綫電視經理人合約藝員。

## 背景
劉溫馨畢業於中央戲劇學院表演系。她曾於2008年北京奧運擔任火炬手，於遼寧省大連市傳遞奧運聖火。她亦曾參選中國的金石小姐選美並封后。2013年，劉溫馨參加該年度《香港小姐競選》，並被傳媒視為大熱之一。她在初賽觀眾投票中得35,936票，票數僅次於17號陳凱琳；在決賽中成為「最上鏡小姐」五強及名列第四。其後參加第27期無綫電視藝員訓練班，毕业后成為無綫電視經理人合約藝員。

## 演出作品

### 電視劇
| 年份       | 劇名                 | 角色                            |
| 無綫電視   |                      |                                 |
| 2013年     | 愛·回家 (第一輯)     | 店員（第516集）                 |
| 2013年     | 愛·回家 (第一輯)     | 動漫女（第549集）               |
| 2013年     | 愛·回家 (第一輯)     | 模特兒（第570集）               |
| 2013年     | 愛·回家 (第一輯)     | 女客人（第580集）               |
| 2013年     | 愛·回家 (第一輯)     | 秀娜（第597集）                 |
| 2014年     | 使徒行者             | Jennifer（第26集）              |
| 2014年     | 老表，你好hea！      | 參賽者（第3集）                 |
| 2014年     | 老表，你好hea！      | 美女甲（第16集）                |
| 2014年     | 名門暗戰             | 方慧娟（青年）                  |
| 2015年     | 四個女仔三個BAR      | 傳譯員（第24-25集）             |
| 2015年     | 天眼                 | 韓晨替身                        |
| 2015年     | 衝線                 | 情侶（第19集）                  |
| 2015年     | 華麗轉身             | 家明女友（第1集）               |
| 2015年     | 華麗轉身             | 電子琴琴手（第22集）            |
| 2015年     | 潮拜武當             | 模特兒                          |
| 2015年     | 愛·回家 (第二輯)     | 林希雅（Amy）                   |
| 2015年     | 陪著你走             | 韻                              |
| 2015年     | 東坡家事             | 鹿鳴苑歌妓                      |
| 2015年     | 梟雄                 | 女歌手                          |
| 2015年     | 實習天使             | 新聞報導員                      |
| 2015年     | 實習天使             | 明星                            |
| 2015年     | 實習天使             | MV女主角                        |
| 2016年     | 愛情食物鏈           | Stephanie（第12-13集）          |
| 2016年     | 潮流教主             | 美術同事（第15集）              |
| 2016年     | 殭                   | 殭屍（第32-33集）               |
| 2016年     | 純熟意外             | 王媛媛（第2集）                 |
| 2016年     | 愛·回家之八時入席    | 比基尼女星（第61集）            |
| 2016年     | 完美叛侶             | 妓女（第10集）                  |
| 2016年     | 幕後玩家             | Ivy（第26集）                   |
| 2016年     | 流氓皇帝             | 鎮民                            |
| 2017年     | 親親我好媽           | Kelly Chan（第9-17集）          |
| 2017年     | 與諜同謀             | 豪同學（第5集）                 |
| 2017年     | 我瞞結婚了           | Jenny（第2集）                  |
| 2017年     | 心理追兇 Mind Hunter | 少女（第6集）                   |
| 2017年     | 不懂撒嬌的女人       | 阿凝                            |
| 2017年     | 踩過界               | 朱惠儀                          |
| 2017年     | 燦爛的外母           | Sarah（第10、12、15、19、20集） |
| 2017年     | 降魔的               | 美女（第5集）                   |
| 2017年     | 誇世代               | BoBo（第3集）                   |
| 2017年     | 溏心風暴3            | Betty（第1集）                  |
| 2017年     | 性在有情             | 囡囡（第10集）                  |
| 2017年至今 | 愛·回家之開心速遞    | 美女（第61集）                  |
| 2017年至今 | 愛·回家之開心速遞    | Nancy（第146集）                |
| 2017年至今 | 愛·回家之開心速遞    | 金芊芊（第269集）               |
| 2017年至今 | 愛·回家之開心速遞    | Pinky（Dr. Hair）（第913集）    |
| 2018年     | 果欄中的江湖大嫂     | 美女（第6集）                   |
| 2018年     | 三個女人一個「因」   | 邊小豆病人（第9集）             |
| 2018年     | 棟仁的時光           | 鋼管舞學生（第5集）             |
| 2018年     | 宮心計2深宮計        | 蔡麗薇                          |
| 2018年     | 兄弟                 | Rosa                            |
| 2018年     | 救妻同學會           | 胡彩芝                          |
| 2018年     | 大帥哥               | 小泉馨（第6-7、13集）           |
| 2019年     | 荷里活有個大老千     | 薛小燕                          |
| 2019年     | 婚姻合伙人           | 前女友（第4集）                 |
| 2019年     | 白色強人             | 舞娘（第13集）                  |
| 2019年     | 牛下女高音           | Alexa                           |
| 2019年     | 解決師               | Candy（第13、22-26集）          |
| 2019年     | 多功能老婆           | 王曼儀（Mandy）                 |
| 2020年     | 機場特警             | 尹真兒（Jenny）                 |
| 2020年     | 那些我愛過的人       | 王文雅（Mandy）                 |
| 2020年     | 踩過界II             | 朱惠儀                          |
| 2020年     | 香港愛情故事         | 李麗芬                          |
| 2021年     | 愛美麗狂想曲         | 張月                            |
| 2021年     | 寶寶大過天           | 余君麗                          |
| 2021年     | 換命真相             | 唐婉清（Daisy）                 |
| 2022年     | 廉政行動2022         | 阮玉紅（Lucy）                  |
| 2022年     | 白色強人II           | 張庭                            |
| 邵氏兄弟   |                      |                                 |
| 2018年     | 飛虎之潛行極戰       | 陳沅瑩（圓形）                  |
| 2018年     | 守護神之保險調查     | Cherry                          |

### 節目嘉賓
| 年份     | 節目名稱            | 備註            |
| 無綫電視 |                     |                 |
| 2014年   | 兄弟幫              | 第1147 — 1148集 |
| 2014年   | 瘋狂夏水禮          | 第6 — 10集      |
| 2014年   | Sunday扮嘢王        |                 |
| 2015年   | 民峰而至            |                 |
| 2015年   | 超強選擇1分鐘       |                 |
| 2015年   | 甜心先生            |                 |
| 2016年   | 兄弟幫              | 第1633 — 1634集 |
| 2016年   | Big Boys蕩漾夏水禮  |                 |
| 2017年   | 最緊要好好玩 消暑版 |                 |
| 2019年   | 一帶一路一狀元      |                 |
| 2023年   | 濠玩夏水禮          |                 |
| ViuTV    |                     |                 |
| 2025年   | 大力情人            |                 |

### 節目主持
| 年份     | 節目名稱       | 備註                             |
| 無綫電視 |                |                                  |
| 2016年   | 玩盡澳門無限式 | 與朱智賢、陳偉琪、陳芷尤一同主持 |

## 曾獲獎項及提名
| 年份   | 獎項                                                      | 結果 |
| ------ | --------------------------------------------------------- | ---- |
| 2022年 | 萬千星輝頒獎典禮2022「最佳女配角」-《白色強人II》         | 提名 |
| 2022年 | 萬千星輝頒獎典禮2022「最受歡迎電視女角色」-《白色強人II》 | 提名 |

## 外部連結
- 劉溫馨的新浪微博
- 劉溫馨的Instagram帳戶
- YouTube上的劉溫馨頻道